# Юр'єв Юрій Михайлович
Юр'єв Юрій Михайлович (3 (15) січня 1872, Москва — 13 березня 1948, Ленінград) — радянський актор, майстер художнього слова, народний артист СРСР (з 1939). З 1922 по 1928 — художній керівник Олександринського театру. Лауреат Сталінської премії (1943).